# Igrá
Igrá (en ruso: Игра) es un pueblo ubicado aproximadamente en el centro de la república de Udmurtia, Rusia, a unos 60 km al norte de Izhevsk —la capital de la república— y a unos 75 al noroeste del río Kama, uno de los principales afluentes del Volga. Su población en el año 2010 era de 20 737 habitantes.

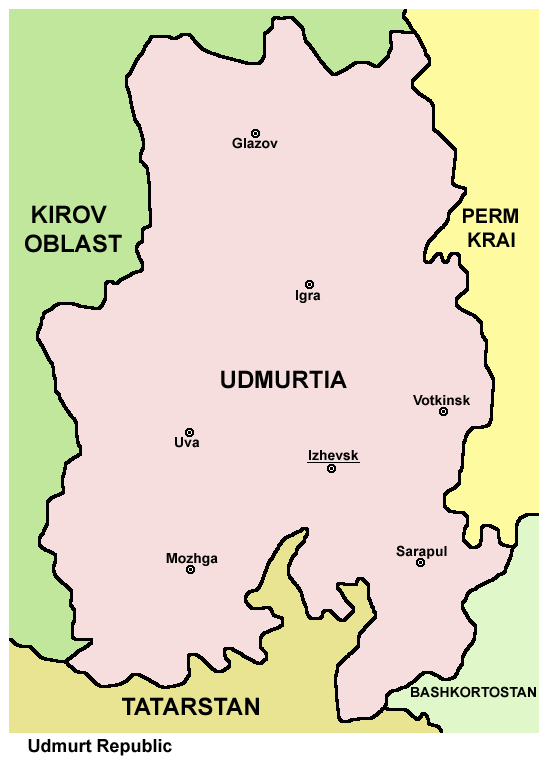
Mapa de Udmurtia en el que aparece Igrá